# Carpella marginata
Carpella marginata là một loài bướm đêm trong họ Geometridae.